# Paul Höller
Paul Frederik Höller (* 6. Mai 1983 in Hagen) ist ein deutscher politischer Beamter (Bündnis 90/Die Grünen). Seit Juni 2022 ist er Staatssekretär im Ministerium für Wirtschaft, Industrie, Klimaschutz und Energie des Landes Nordrhein-Westfalen.

## Leben
Höller legte 2002 das Abitur am Geschwister-Scholl-Gymnasium in Wetter (Ruhr) ab. Von 2002 bis 2003 leistete er Zivildienst bei den von Bodelschwinghschen Stiftungen Bethel in Bielefeld. Von 2003 bis 2006 studierte er Politikwissenschaft und Geschichte an der Ruhr-Universität Bochum. Er schloss dieses Studium mit dem Bachelor ab. Von 2006 bis 2008 studierte er Politikmanagement, Public Policy und Öffentliche Verwaltung an der NRW School of Governance, einer Einrichtung des Instituts für Politikwissenschaft der Universität Duisburg-Essen. Dieses Studium schloss er mit dem Master ab. Von 2008 bis 2010 war er als persönlicher Referent des Landesvorsitzenden von Bündnis 90/Die Grünen Nordrhein-Westfalen, Arndt Klocke, tätig. Von 2010 bis 2013 war er Vorstandsreferent von Bündnis 90/Die Grünen Nordrhein-Westfalen. Von 2013 bis 2017 war er Referent im Büro der Ministerin für Schule und Weiterbildung sowie stellvertretenden Ministerpräsidentin des Landes Nordrhein-Westfalen Sylvia Löhrmann. Von 2017 bis 2020 war er Referent für Ganztag, Politische Bildung und Erinnerungskultur im Ministerium für Schule und Bildung des Landes Nordrhein-Westfalen. Von 2021 bis 2022 war er Kreisdirektor des Ennepe-Ruhr-Kreises.
Höller ist mit der Politikerin Julia Höller verheiratet, hat zwei Söhne und lebt in Bonn.

## Politik
Höller ist Mitglied bei Bündnis 90/Die Grünen. Von 2004 bis 2009 war er Mitglied des Stadtrates von Wetter (Ruhr). Von 2009 bis 2020 war er Mitglied des Kreistages des Ennepe-Ruhr-Kreises und dort zeitweise Vorsitzender der Fraktion der Grünen.
Im Zuge der Bildung des Kabinetts Wüst II wurde Höller am 30. Juni 2022 zum Staatssekretär des von Mona Neubaur geleiteten Ministeriums für Wirtschaft, Industrie, Klimaschutz und Energie des Landes Nordrhein-Westfalen berufen.